# Café cantante (película)
 Café cantante  es una película en blanco y negro de Argentina dirigida por Antonio Momplet sobre su propio guion que se estrenó el 5 de julio de 1951 y que tuvo como protagonistas a Imperio Argentina, José de Málaga,  Ricardo Trigo, Francisco Martínez Allende y Andrés Mejuto. El filme contó con la colaboración de Francisco Farías en los diálogos.

## Sinopsis
En un tablao andaluz un joven es asesinado en su noche de bodas. No será el único.

## Reparto
- Imperio Argentina…Rosario, La Petenera
- Ricardo Trigo…José Luis
- Francisco Martínez Allende…Juez
- Andrés Mejuto…Rondeño
- Edmundo Barbero…Don Paco
- Ricardo Castro Ríos…Pacorro
- Blanca Alonso de los Ríos…Gabriela
- Albano Zúñiga…Joselillo
- Emilio Escudero…Reverte
- Palomo Valverde
- Ángel Pericet…Bailaor
- Mercedes y Albano
- Rafael Farina…Cantaor
- Terremoto de Jerez ( Cantaor cuadro de Baile por Seguiriyas)
- Alberto Torres
- Julieta Kenan
- Raúl Luar
- Cuello Barreda
- Carlos Benso
- Oscar Márquez
- Concepción Pericet
- Iris Marín

- GUITARRA FLAMENCA :
- MARIO ESCUDERO  ( solos y acompañamiento)
- ALBERTO TORRES ( acompañamiento )

## Comentarios
La revista Set opinó:

”En ambientes andaluces, reproducidos con bastante fidelidad y gusto, de hace un siglo atrás…matizados con buena cantidad de bailes y canciones regionales que ponen nota de interés en el oscuro tinte de la trama, tejida por el director y el autor.”

Por su parte Manrupe y Portela escriben :

”Canciones y bailes flamencos ocupan la mayor parte de este film crepuscular de Imperio Argentina. ”